# جيورجي ساندور
جيورجي ساندور (بالمجرية: Sándor György)‏ (ولد في 20 مارس 1984 في أوجهورود) هو لاعب كرة قدم مجري يلعب لصالح نادي ساكفاري كوسط ميدان. ولد في أوكرانيا، لكنه من أصول مجرية.

## روابط خارجية
- جيورجي ساندور على موقع قاعدة بيانات كرة القدم.إي يو (الإنجليزية)
- جيورجي ساندور على موقع ناشيونال فوتبول تيمز (الإنجليزية)
- جيورجي ساندور على موقع Soccerway.com (الإنجليزية)
- جيورجي ساندور على موقع عالم كرة القدم.نت (الإنجليزية)